# Sierra High Route
La Sierra High Route ou Roper Route est un sentier de grande randonnée long de 314 km, qui traverse la Sierra Nevada, de l'ouest des États-Unis.
Elle a été découverte par Steve Roper, un escaladeur, qu'il décrit dans son livre Sierra High Route: Traversing Timberline Country, paru en 1997.